# 蜀郡
蜀郡，中國古代的郡。蜀郡以成都一帶為中心，所轄範圍隨時間而有不同。東漢時期與廣漢郡、犍為郡合稱「三蜀」。

## 建置沿革

### 秦漢
秦惠文王王九年（前316年），司馬錯滅蜀。十一年（前314年），封公子通國為蜀侯，以陳壯為相。十四年（前311年），蜀相陳壯殺蜀侯通國反。秦武王元年（前310年），誅蜀相陳壯（一作陳莊），封公子惲為蜀侯。秦昭襄王六年（前301年），誅蜀侯惲。七年（前300年），封蜀侯惲之子绾為蜀侯。二十二年（前285年），誅蜀侯绾，從此不再封蜀侯，但置蜀郡，設蜀守，治成都縣。
西漢早期，蜀郡領九縣：成都、郫、雒、臨邛、新都、武陽、梓潼、涪、葭明；六道：青衣、嚴道、陰平、甸氐、綿虒、湔氐。後多有析置。漢武帝元光三年（前132年），分巴郡、蜀郡置犍為郡、廣漢郡，武陽縣改屬犍為郡，雒、新都、梓潼、涪、葭明、陰平、甸氐等縣道改屬廣漢郡。蜀郡辖境缩小，仅有今成都市以西，松潘县以南，汉源、九龙县以北，康定县以东地区。
元鼎六年（前111年），分蜀郡南部邛都置越巂郡，北部冉駹置汶山郡，西部笮都置沈黎郡。元封五年（前106年），置十三刺史部，蜀郡屬益州刺史部。天汉四年（前97年），省沈黎郡，蜀郡置两部都尉，分別治旄牛、青衣。漢宣帝地節三年（前67年），省汶山郡，蜀郡置北部都尉。至西漢晚期，蜀郡領十五縣（道）：成都、郫、繁、廣都、臨邛、青衣、江原、嚴道、綿虒、旄牛、徙、湔氐、汶江、廣柔、蠶陵。
新朝始建國元年（9年），改蜀郡為導江郡。更始元年（23年），復稱蜀郡。更始二年（24年），公孫述自立為蜀王，都成都。成龍興元年（25年），公孫述即皇帝位，改蜀郡為成都尹。漢光武帝建武十二年（36年），滅成，復稱蜀郡。
漢安帝延光元年（122年），分蜀郡西部都尉所領青衣、嚴道、徙、旄牛四縣（道）置蜀郡屬國。漢靈帝時，分蜀郡北部都尉所領蠶陵、廣柔、湔氐、汶江、綿虒五縣（道）復置汶山郡。至此，蜀郡領成都、郫、江原、繁、廣都、臨邛六縣，至西晉不改。

### 魏晉南北朝
晉武帝太康十年（289年），立皇子司馬穎為成都王，改蜀郡為成都國。晉惠帝永康元年（300年），益州刺史趙廞叛亂，復改為蜀郡。
成武帝時，分蜀郡、漢嘉郡置漢原郡，江原、臨邛二縣改屬漢原郡。晉穆帝時，廣都縣改屬寧蜀郡，犍為郡牛鞞縣改屬蜀郡。宋孝武帝孝建二年（455年），以僑戶置永昌縣。至此，蜀郡領成都、繁、郫、牛鞞、永昌五縣。
西魏廢帝二年（553年），攻取南梁益州等地。西魏末，廢永昌縣，分郫縣置溫江縣；分蜀郡牛鞞縣（改為陽安縣）置武康郡。北周時，改繁縣為新繁縣；廢寧蜀郡，其所領廣都、升遷二縣改屬蜀郡；廢汶山郡為縣，屬蜀郡。至此，蜀郡領成都、新繁、郫、溫江、廣都、升遷、汶山七縣。

### 隋唐
隋文帝開皇三年（583年），廢蜀郡，新繁縣併入成都縣，溫江、汶山二縣併入郫縣，升遷縣併入廣都縣，成都、郫、廣都三縣直屬益州。隋煬帝大業三年（607年），改益州為蜀郡，治成都，領十三縣：成都、雙流（舊名廣都）、新津、晉原、清城、九隴、緜竹、郫、玄武、雒、陽安、平泉、金淵。
唐高祖武德元年（618年），改蜀郡為益州。唐玄宗天寶元年（742年），復改為蜀郡，屬蜀郡大都督府，領十縣：成都、蜀、新都、新繁、犀浦、雙流、廣都、郫、溫江、靈池。唐肅宗至德二載（757年），升蜀郡為成都府。

## 人口
- 漢平帝元始二年（2年），蜀郡有268279戶、1245929口。[12]
- 漢順帝永和五年（140年），蜀郡有300452戶、1350476口。[6]
- 晉武帝太康中（280年－289年），蜀郡有50000戶。[13]
- 宋孝武帝大明八年（464年），蜀郡有11902戶、60876口。[8]
- 隋煬帝大業五年（609年），蜀郡有105586戶。[10]
- 唐玄宗天寶中（742年－755年），蜀郡有160950戶、928199口。[11]

## 行政長官

### 蜀守（－前148年）
- 斯离，秦昭襄王十九年（前288年）見任。[14]
- 張若，秦昭襄王二十七年（前280年）至三十年（前277年）見任。[15][1]
- □竈，秦昭襄王五十二年（前255年）見任。[16]
- 李冰，秦昭襄王時出任。[2]
- □金，秦王政九年（前238年）見任。[17]
- □武，秦始皇二十六年（前221年）見任。[18]
- 馮當。[19]

### 蜀郡太守（前148年－9年）
- 文翁，廬江舒人，漢景帝末出任。[20]
- 何壽，平陵人。[21]
- 張朔，漢宣帝地節中出任。[22]
- 郭梵，茂陵人。[23]
- 李先，隴西人。[24]

### 導江卒正（14年－23年）
- 公孫述，字子陽，扶風茂陵人，新朝始建國天鳳中至始建國地皇四年（23年）在任。

### 蜀郡太守（23年－25年）
- 公孫述，字子陽，扶風茂陵人，漢更始帝更始元年（23年）至二年（24年）假。[5]

### 蜀郡太守（36年－289年）
- 張堪，字君游，南陽宛人，漢光武帝建武十二年（36年）至十四年（38年）在任。[23]
- 張穆，漢光武帝建武十八年（42年）為守將史歆所攻，踰城走廣都。[25]
- 第五倫，字伯魚，京兆長陵人，漢明帝永平十一年（68年）至漢章帝永平十八年（75年）在任。[26]
- 廉范，字叔度，京兆杜陵人，漢章帝建初中在任。[23]
- 聶尚，漢和帝永元四年（92年）離任。[27]
- 袁京，字仲譽，汝南汝陽人。[28]
- 李根。[29]
- 黃昌，字聖真，會稽餘姚人，視事四年。[29]
- 周舉，字宣光，汝南汝陽人，漢順帝永和中在任。[30]
- 劉宣，漢順帝末在任。[31]
- 李膺，字元禮，潁川襄城人。[32]
- 高躬，陳留圉人。[33]
- 荀攸，字公達，潁川潁陰人，漢獻帝初平中拜，未之郡。[34]
- 王商，字文表，廣漢郪人，漢獻帝建安六年（201年）至十六年（211年）在任。[35]
- 許靖，字文休，汝南平輿人，漢獻帝建安十六年（211年）至十九年（214年）在任。[35]
- 法正，字孝直，右扶風郿人，漢獻帝建安十九年（214年）至二十二年（217年）在任。[36]
- 楊洪，字季休，犍為武陽人，漢獻帝建安二十二年（217年）出任。[37]
- 射堅，字文固，扶風人，漢獻帝建安末由劉備任命。[38]
- 王連，字文儀，南陽人，蜀漢後主建興元年（223年）離任。[37]
- 楊洪，字季休，犍為武陽人，蜀漢後主建興元年（223年）出任。[37]
- 張翼，字伯恭，犍為武陽人，蜀漢後主建興九年（231年）離任。[39]
- 呂乂，字季陽，南陽人，蜀漢後主延熙九年（246年）離任。[40]
- 牵弘，安平人，魏元帝咸熙元年（264年）出任。[41]
- 王崇，字幼远，廣漢郪人，晉武帝時在任。[42]
- 王长文，字德俊，廣漢郪人，晉武帝咸宁中领。[42]
- 張收，安平人，晉武帝太康初見任。[43]
- 黄容，巴西人。[42]
- 臧晖。[44]

### 成都內史（289年－300年）
- 耿滕，中山人，晉惠帝永康元年（300年）被殺。[45]

### 蜀郡太守（300年－489年）
- 李苾，晉惠帝永康元年（300年）至二年（301年）在任，由趙廞任命。[46]
- 徐儉，晉惠帝永康二年（301年）至大安二年（303年）在任，以城降於李特。[46][47]
- 李璜，李特建初元年（303年）在任。[47]
- 嚴檉，成武帝建興元年（304年）至三年（306年）在任。[48]
- 程融，江阳人，晉愍帝建興元年（313年）見任。[41]
- 李彪，晉朝時在任。[49]
- 任權，晉孝武帝太元十年（385年）見任。[50]
- 毛瑗，滎陽陽武人，晉安帝元興三年（404年）離任。[51]
- 譙詵，譙縱成都王九年（413年）見任。[52]
- 任薈之，宋文帝元嘉中在任。[53]
- 沈仲玉，吳興武康人，宋孝武帝泰始末至宋前廢帝時在任。[54]
- 劉悛，字士操，彭城安上里人，宋明帝時除，未之任。[55]
- 虞悰，字景豫，會稽餘姚人，齊武帝永明中在任。[55]
- 劉悛，字士操，彭城安上里人，齊武帝永明中出任，永明七年（489年）改為內史。[55]

### 蜀郡內史（489年－495年）
- 劉悛，字士操，彭城安上里人，齊武帝永明七年（489年）至九年（491年）在任。[55]

### 蜀郡太守（495年－557年）
- 劉坦，字德度，南陽涅陽人，梁武帝天監三年（504年）拜，未至，道卒。[56]
- 庾黔婁，字子貞，新野人，梁武帝天監三年（504年）至四年（505年）在任。[57]
- 陸僚，吳郡吳人，梁武帝天監中在任。[58]
- 柳憕，字文淵，河東解人，梁武帝天監中在任。[59]
- 王峻，字茂遠，琅邪臨沂人，梁武帝天監十三年（514年）出任。[60]
- 王僉，字公會，琅邪臨沂人，梁武帝後期除，固以疾辭。[60]
- 劉孝勝，彭城人，梁武帝後期至蕭紀承制時在任。[61]
- 蕭濟，字德成，南蘭陵人，梁蕭紀承制時在任。[62]
- 劉璠，字寶義，沛郡沛人，梁蕭紀天正元年（552年）降於西魏。[62]

### 蜀郡長史（742年－757年）
- 章仇兼瓊，唐玄宗天寶元年（742年）至五載（746年）以蜀郡大都督府长史兼任。
- 郭虛己，唐玄宗天寶五載（746年）至八載（749年）以蜀郡大都督府长史兼任。
- 鮮于仲通，唐玄宗天寶八載（749年）至十一載（752年）以蜀郡大都督府长史兼任。
- 杨国忠，唐玄宗天寶十載（751年）至十四載（755年）遥领蜀郡大都督府长史。
- 崔圓，唐玄宗天寶十一載（752年）至唐肅宗至德元載（756年）以蜀郡大都督府长史兼任。
- 李璬，唐玄宗天寶十四載（755年）至唐肅宗至德元載（756年）蜀郡大都督。
- 韦虚受，唐玄宗天宝十五载（756年）至唐肃宗至德元载（756年）以蜀郡大都督府长史兼任。
- 李峘，唐肅宗至德二載（757年）以蜀郡大都督府长史兼任。
- 盧正己，唐肅宗至德二載（757年）以蜀郡大都督府长史兼任，同年改為成都尹。[63]

## 國主
- 成都王司馬穎，289年－306年在位，300年封土失陷，後分南郡置成都國。
- 蜀郡王蕭子文，489年－495年在位。

## 外部連結
- 泛珠三角中小城市網－成都在線 （页面存档备份，存于）
- 史記卷七十張儀列傳第十
- 華陽國志校補圖注卷三至八